# Cueva de los Patriotas
La cueva de los patriotas es un conjunto de excavaciones realizadas en el siglo XVIII, durante el mandato del virrey del Perú José Antonio Manso de Velasco, ubicadas en la bahía Cumberland de la isla Robinson Crusoe (antiguamente llamada Más a Tierra o Más Atierra), perteneciente al archipiélago de Juan Fernández, Región de Valparaíso.
En un comienzo, fueron utilizadas para albergar a prisioneros condenados por la Real Audiencia de Santiago y Quito.
Tras la derrota experimentada por las fuerzas independentistas en la Batalla de Rancagua de 1814, diferentes autoridades de la Patria Vieja fueron desterrados a la isla, quienes hicieron uso de las excavaciones para resguardarse de las inclemencias del clima.

## Historia

### Colonia
Durante el siglo XVIII, la isla Robinson Crusoe fue considerada por la Corona Española un buen lugar para la creación de una cárcel que pudiera albergar a los presos condenados por la Real Audiencia de Santiago y Quito. De esta forma, se cumplía un doble propósito: sacar de la sociedad aquellas personas indeseables debido a su comportamiento al margen de la ley y, por otra parte, poblar la isla para mantenerla fuera del alcance de los enemigos de la corona, ordenado mediante una real cédula de 1749.
Debido a lo anterior, el Capitán general de Chile Domingo Ortiz de Rozas, hizo las gestiones para cumplir con lo decretado. Es así que un día 11 de marzo de 1750, zarpó desde Concepción el buque Las Caldas con la primera comitiva que poblaría el lugar. En la instancia no iba ninguna autoridad que representara al rey en la remota isla, por lo cual se le ofreció al Teniente Coronel Juan Navarro Santaella el cargo de Gobernador.
Benjamín Vicuña Mackenna relata el desarrollo del asentamiento de la siguiente manera:

“Comenzó con bríos, cual de ordinario acontece en toda cosa nueva, la faena de los isleños, y echóse la planta de la futura ciudad a la lengua del agua, como en Penco, abriéndose los primeros cimientos de una fortaleza rasante que se denominaría Santa Bárbara y de una iglesia parroquial bajo la advocación de San Antonio (...) Pero, el 25 de mayo de 1751, el mar arrasó con todo y las obras debieron ser reiniciadas.
Benjamín Vicuña Mackenna.

Por otra parte, la reacción de España para no perder este lugar estratégico se condecía también con el comercio que se podía desarrollar por agentes externos en la isla:

Sus gobernadores son los comerciantes monopolistas de aquella guarnición y presidiarios; mal inevitable y de que es preciso desentenderse por necesidad, y es el otro motivo indicado antes, que impide que los particulares lleven de su costa efectos y comestibles.
Miguel José de Lastarria

### Restauración Española
Tras la Batalla de Rancagua, entre el 7 y el 9 de noviembre, las fuerzas realistas tomaron prisioneros a quienes participaron en la revolución de independencia del país, sin ningún juicio previo que explicara los motivos de tales iniciativas. Estos no sabían que mediante la orden del Virrey del Perú, don José Fernando de Abascal, y llevada a cabo por Mariano Osorio, serían desterrados a la isla el día 12 de noviembre en la corbeta Sebastiana. Es así que destacados personajes de la Patria Vieja fueron enviados a Robinson Crusoe, que para comienzos de 1814 se encontraba casi desierta.
Manuel de Salas describe en sus diarios:

El 9 de noviembre de 1814, a las nueve de la noche, nos arrestó el Ayudante don Juan Goyena, y nos condujo al cuerpo de guardia de Talavera en el Palacio viejo, llamándome de orden del General Ossorio con el pretexto de ciertas declaraciones.

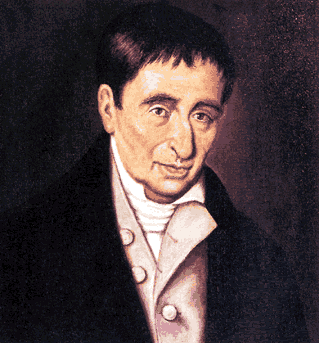
Manuel de Salas

El 21 de noviembre arriban los detenidos en la corbeta Sebastiana, que posteriormente sería el medio de transporte por el cual, cada 2 meses, se enviarían víveres a la isla para suministrar las necesidades biológicas de los desterrados.
Los patriotas no eran los únicos detenidos en la isla. Junto a ellos se encontraban condenados por insurgencia y presos comunes, detenidos por asaltos o crímenes menores.
Por otra parte, en 1816 el Rey de España indultó a la población presidiaria de la isla esperando generar apoyo a la causa Española en la Gobernación de Chile, que vislumbrada un resurgimiento de las ideas independentistas. Sin embargo, el Gobernador Casimiro Marcó del Pont hizo caso omiso pues encontraba que la situación del momento era demasiado complicada para, además, liberar a aquellos que lucharon por la Independencia de Chile. Luego de que los patriotas ganaran la Batalla de Chacabuco en febrero de 1817, el gobierno chileno envió a la isla al bergantín Águila para liberarlos y traerlos al continente en marzo del mismo año.
Bernardo O'Higgins le informa a José de San Martín:

La Águila ha regresado felizmente de Juan Fernández, trayéndonos el precioso cargamento de 78 ciudadanos ilustres que gemían en aquel destierro, bajo la tiranizante conducta de los peninsulares.
Bernardo O'Higgins. Marzo, 1817.

### Monumento Histórico

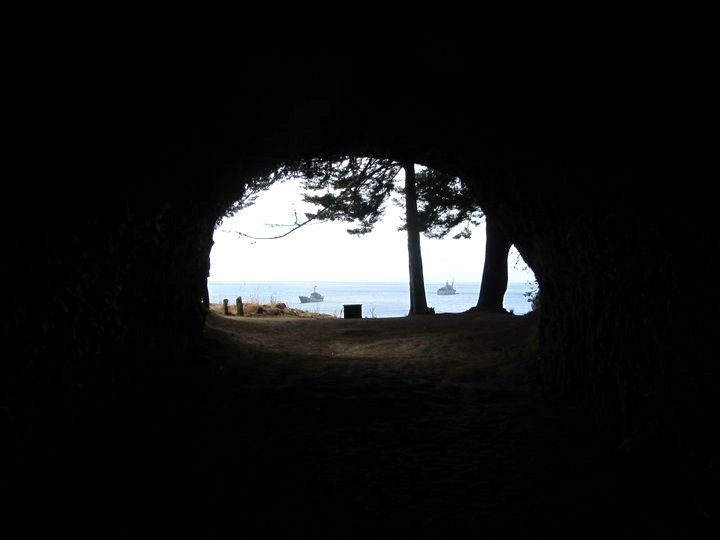
Vista desde el interior de una de las cuevas

El 13 de julio de  1979 mediante Decreto Supremo, se declara Monumento Histórico Nacional de Chile en conjunto al Fuerte Santa Bárbara.
Se consideran Monumentos Históricos: 

Son Monumentos Históricos los lugares, ruinas, construcciones y objetos de propiedad fiscal, municipal o particular que por su calidad e interés histórico o artístico o por su antigüedad, sean declarados tales por decreto supremo, dictado a solicitud y previo acuerdo del Consejo.
Ley N.º 17.288 de Monumentos Nacionales, artículo 9, De los Monumentos Históricos.

## Patriotas desterrados
Entre las personas que llegaron a Robinson Crusoe, también se encuentran hijos e hijas que quisieron acompañar a sus progenitores, por ejemplo, Rosario y Santiago Rosales; otros como José María Álamos fueron enviados recién en 1817 a la isla; también hubo criados que debieron acompañar a sus patrones, como es el caso de Atanasio de Blanco Encalada, Carlos de Encalada, Manuel y Pedro de Larraín y Mateo de Cienfuegos; Por lo pronto, también frailes y presbíteros como Pedro Amasa, Diego Espinoza de los Monteros y Gregorio Miranda terminaron detenidos.
En la siguiente lista se enumera a cada uno de los desterrados que fueron liberados en 1817:
| - José María Álamos - Juan Crisóstomo de los Álamos - Pedro Amasa - José Ancieta - Martín de Arbulú - José María Argomedo - Ramón Mariano de Aris - Ramón Aristegui - José Santos Astete - Julián Astete - Manual de Ayala - José Santiago Badiola - Juan Rafael Bascuñán - Juan Agustín Beiner - Marcos Bello - Antonia de Benavente - Juan Miguel Benavente - Pedro José Benavente - Rafael Benavente - Atanasio de Blanco Encalada - Manuel Blanco Encalada - María del Carmen de Blanco - Remigio Blanco - Felipe Calderón de la Barca - Martín Calvo Encalada - Ignacio de la Carrera - Francisco José Castillo - Juán José Chevarría - Mateo de Cienfuegos - Vicente Claro - Carlos José Correa de Saa - Anselmo de la Cruz - Luis de la Cruz - Domingo Cruzat - José Ignacio Cuadra - Laureano José Díaz - Francisco Echagüe Carvallo - Juan José de Echeverría - Juan Egaña - Mariano Egaña - Carlos de Encalada - Isidoro Errázuriz Aldunate | - Manuel Espejo - Diego Espinoza de los Monteros - Agustín de Eyzaguirre - José de Eyzaguirre - José Antonio Fernández - Santiago Fernández - Francisco Gaona - Ramón Gaona - Manuel Garretón - Jaime de la Guarda - José Joaquín Guzmán - Gregorio Henríquez - José María Hermosilla - Mateo Arnaldo Höevel - Ventura Laguna - Diego Larraín y Salas - Gabriel Larraín - Joaquín Larraín y Salas - Manuela Larraín - Manuel de Larraín - Pedro de Larraín - Enrique de Lasalle - Francisco de la Lastra - Rafael Lavalle - Diego Lavaqui - José Leyton - Nicolás Leyton - José Tomás Losa - Juan de Luna - Antonio Mendiburu - Luciano Mendiburu - Juan Pablo Michelot - Gregorio Miranda - Felipe Monasterio - Ramón Monasterio - Miguel Morales - José Santiago Muñoz Bezanilla - Juan Antonio Ovalle - Santiago Pantoja - Francisco de Pantoja - Pedro de Peña - Francisco Antonio Pérez García | - José Santiago Portales y Larraín - Pedro de Portales - Pedro Pozo - Pedro José Prado Jaraquemada - Juan de Dios Puga - Tomás Quezada - Gerónimo Reinoso de Zelaya - Agustín Rocha - José Antonio Rojas - Juan Pablo Romero - Pedro José romero - Clara de Rosales - Juan Enrique Rosales - Rosario Rosales - Santiago Rosales - Gaspar Ruiz y Berecedo - Eusebio Ruiz - Ventura Ruiz - Francisco Sainz y Fernández de la Peña - Juana de Salas - Manuel de Salas - Santiago Salas - Ramón silva Lazo - José María Solis - Francisco Manuel de la Sotta - Guillermo Tardif - Juan de Dios Antonio Tirapegui - Ramón de la Torre Cienfuegos - Ignacio Torres - Ramón José de Torres - Vicente Urbistondo - Baltazar de Ureta y Carrera - Juan José Uribe - Antonio Urrutia y Mendiburu - Pedro Nolasco Valdés Carrera - Gabriel José de Valdivieso - Bernardo de Vergara - Agustín Vial Santelices - Pedro Victoriano - Francisco Javier Videla - Francisco de Villalobos |